# باسیلیکا سیسترن

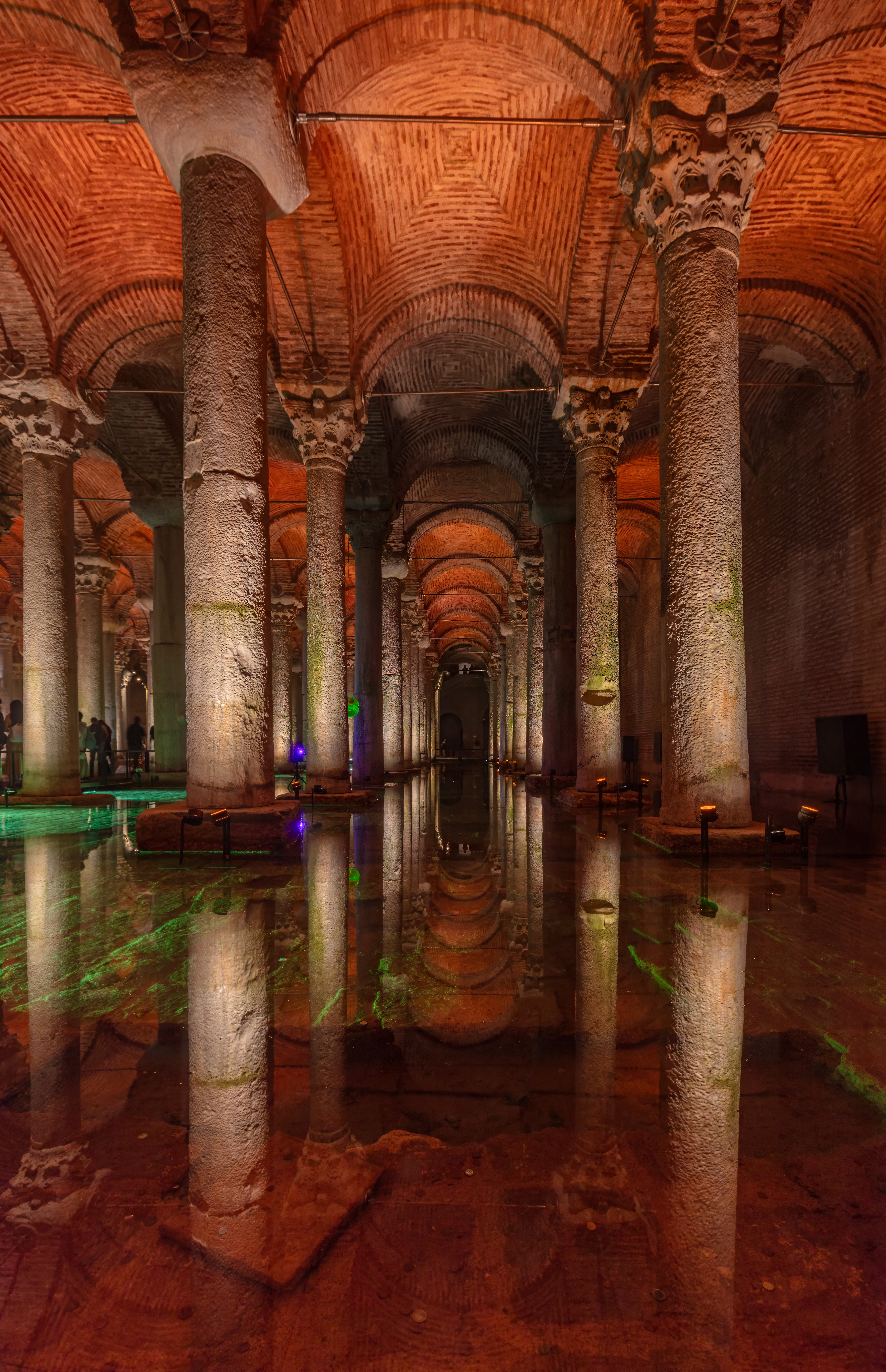
نگاره‌ای از آب‌انبار باسیلیکا سیسترن.

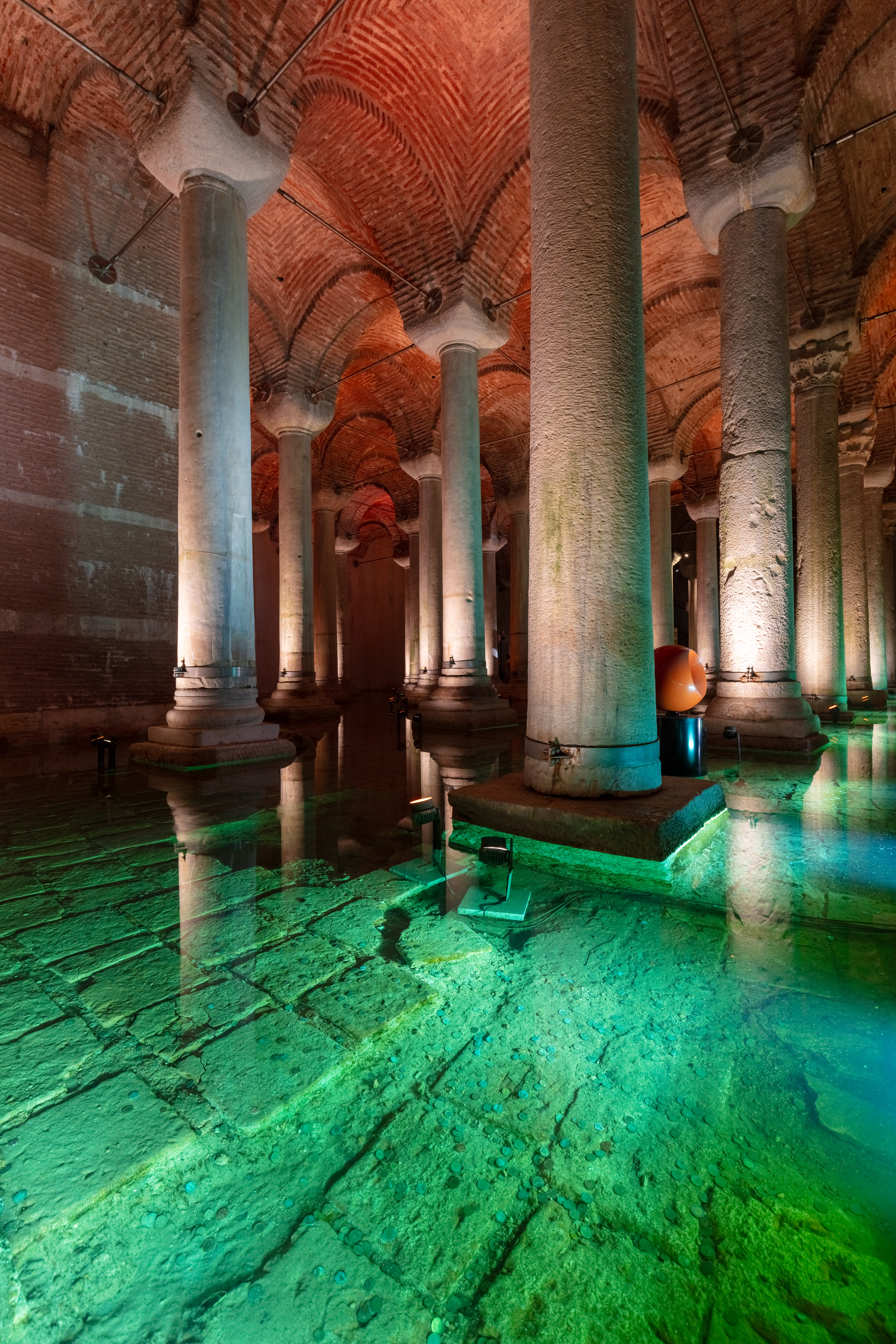
نگاره‌ای از آب‌انبار باسیلیکا سیسترن.

باسیلیکا سیسترن (به ترکی استانبولی: Yerebatan Sarnıcı) یک سیسترن متعلق به امپراتور بیزانس در شهر استانبول، ترکیه است.
این آب‌انبار تاریخی در ۱۵۰ متری جنوب‌غربی ایاصوفیه و در شبه‌جزیره سارای‌برنو قرار دارد و در سده ششم میلادی و در دوران سلطنت ژوستینیان یکم، امپراتور بیزانس ساخته شد. این مکان اکنون تبدیل به موزه شده است
باسیلیکا سیسترن بزرگ‌ترین سردابی است که از زمان امپراتوری روم شرقی به‌جای مانده است.

## مشخصات
این بنا در واقع سرداب یک کلیسای تاریخی است و همچنین در قدیم محل تأمین آب شرب به‌شمار می‌آمده است. طول آن تقریباً ۱۳۸ متر و عرض آن ۶۵ متر می‌باشد و مساحتی حدود ۹٬۸۰۰ متر مربع دارد. این مخزن قادر است ۸۰٬۰۰۰ متر مکعب آب را در خود نگه دارد. سقف مخزن توسط ۳۳۶ ستون مرمری حمایت می‌شود که هر کدام ۹ متر ارتفاع دارند و در ۱۲ ردیف با ۲۸ ستون در هر ردیف و فاصله ۵ متر از یکدیگر چیده شده‌اند. سرستون‌ها عمدتاً به سبک‌های ایونیک و کُرینتی طراحی شده‌اند، به استثنای چند سرستون به سبک دوریسی که فاقد حکاکی هستند. یکی از ستون‌ها با تصاویری برجسته از چشم مرغ، شاخه‌ها و بوته و اشک‌ها حکاکی شده و شباهت زیادی به ستون‌های طاق پیروزی تئودوسیوس اول (سال‌های ۳۷۹–۳۹۵ میلادی) دارد که در فروم تئودوسیوس نصب شده بود.
پایه‌های دو ستون در گوشهٔ شمال‌غربی مخزن با تصویر صورت مدوسا حکاکی شده‌اند.